# Vaptsarov Peak
Der Vaptsarov Peak (englisch; bulgarisch Вапцаров връх Wapzarow wrach) ist ein rund 410 m hoher Berg auf der Livingston-Insel im Archipel der Südlichen Shetlandinseln. Im Delchev Ridge der Tangra Mountains ragt er 0,67 km nordwestlich bis nördlich des Paisiy Peak, 0,93 km nordöstlich des Rodopi Peak und 5,25 km westlich bis südlich des Renier Point auf. Sein Westhang ist steil und unvereist. Der Sopot-Piedmont-Gletscher liegt östlich, nördlich und westlich von ihm.
Die bulgarische Kommission für Antarktische Geographische Namen benannte den Berg 2004 nach dem bulgarischen Dichter Nikola Wapzarow (1909–1942).